# Elezioni comunali nel Lazio del 2000
Le elezioni comunali nel Lazio del 2000 si tennero il 16 aprile (con ballottaggio il 30 aprile). 

## Roma

### Albano Laziale
| Candidati e Liste                    | Voti   | %      | Seggi |
| ------------------------------------ | ------ | ------ | ----- |
| Marco Mattei                         | 7.090  | 32,23  | -     |
| Forza Italia                         | 3.224  | 15,95  | 10    |
| Alleanza Nazionale                   | 1.649  | 8,16   | 5     |
| Centro Cristiano Democratico         | 668    | 3,30   | 2     |
| Partito Socialista-Socialdemocratici | 317    | 1,57   | 1     |
| Lista Civica                         | 96     | 0,47   | -     |
| Luigi De Santis                      | 6.973  | 31,70  | 1     |
| Democratici di Sinistra              | 3.633  | 17,97  | 4     |
| I Democratici                        | 1.229  | 6,08   | 1     |
| Lista Civica                         | 715    | 3,54   | -     |
| Partito della Rifondazione Comunista | 534    | 2,64   | -     |
| Comunisti Italiani                   | 446    | 2,21   | -     |
| Adriano Venditti                     | 6.154  | 27,98  | 1     |
| Socialisti Democratici Italiani      | 1.940  | 9,59   | 2     |
| Partito Popolare Italiano            | 1.747  | 8,64   | 2     |
| Lista Civica                         | 1.356  | 6,71   | 1     |
| Partito Repubblicano Italiano        | 808    | 4,00   | -     |
| Cristiani Democratici Uniti          | 251    | 1,24   | -     |
| Michele Quatra                       | 794    | 3,61   | -     |
| Lista Civica                         | 740    | 3,66   | -     |
| Mario Rapisardi                      | 485    | 2,26   | -     |
| Lista Civica                         | 485    | 2,40   | -     |
| Mauro Toppi                          | 488    | 2,22   | -     |
| Federazione dei Verdi                | 381    | 1,88   | -     |
| Totale alle liste                    | 20.219 | 100,00 | 28    |
| TOTALE                               | 21.995 | 100,00 | 30    |

### Grottaferrata
| Candidati e Liste               | Voti  | %     | Seggi |
| ------------------------------- | ----- | ----- | ----- |
| Angelo Viticchiè                | 4.583 | 47,81 | -     |
| Democratici di Sinistra         | 1.626 | 18,77 | 5     |
| Lista civica di centro-sinistra | 1.386 | 16,00 | 5     |
| I Democratici                   | 446   | 5,15  | 1     |
| Rifondazione Comunista          | 402   | 4,64  | 1     |
| Federazione dei Verdi           | 183   | 2,11  | -     |
| Filippo Robinson                | 3.726 | 38,87 | 1     |
| Alleanza Nazionale              | 1.765 | 20,37 | 3     |
| Alleanza Cittadina              | 915   | 10,56 | 1     |
| Centro Cristiano Democratico    | 502   | 5,79  | 1     |
| Fabrizio Marconi                | 766   | 7,99  | 1     |
| Forza Italia                    | 833   | 9,62  | -     |
| Sergio Fortini                  | 511   | 5,33  | 1     |
| Lista Civica                    | 605   | 6,98  | -     |
| Totale alle liste               | 8.663 | 100   | 17    |
| TOTALE                          | 9.586 | 100   | 20    |

### Guidonia Montecelio
| Candidati e Liste                                           | Voti   | %     | Seggi |
| ----------------------------------------------------------- | ------ | ----- | ----- |
| Stefano Sassano                                             | 19.084 | 48,42 | -     |
| Forza Italia                                                | 8.562  | 22,57 | 9     |
| Alleanza Nazionale                                          | 8.537  | 22,51 | 8     |
| Centro Cristiano Democratico                                | 1.253  | 3,30  | 1     |
| Pensionati Uniti-Disoccupati Italiani                       | 112    | 0,30  | -     |
| Ezio Giuseppe Cerqua                                        | 19.106 | 48,47 | 1     |
| Democratici di Sinistra-I Democratici-Rinnovamento Italiano | 9.281  | 24,47 | 6     |
| Partito Popolare Italiano                                   | 4.903  | 12,93 | 3     |
| Comunisti Italiani                                          | 1.634  | 4,31  | 1     |
| Rifondazione Comunista                                      | 1.447  | 3,81  | 1     |
| Socialisti Democratici Italiani                             | 1.106  | 2,92  | -     |
| Domenico De Bonis                                           | 982    | 2,49  | -     |
| Federazione dei Verdi                                       | 883    | 2,33  | -     |
| Luciano Elmi                                                | 244    | 0,62  | -     |
| Partito Umanista                                            | 213    | 0,56  | -     |
| Totale alle liste                                           | 37.931 | 100   | 29    |
| TOTALE                                                      | 39.416 | 100   | 30    |

### Marino
| Candidati e Liste                    | Voti   | %     | Seggi |
| ------------------------------------ | ------ | ----- | ----- |
| Fabio Desideri                       | 8.649  | 39,54 | -     |
| Alleanza Nazionale                   | 2.877  | 14,16 | 7     |
| Forza Italia                         | 2.600  | 12,80 | 6     |
| Impegno Civico Marino                | 1.725  | 8,49  | 4     |
| Uniti per Cambiare                   | 492    | 2,42  | 1     |
| Centro Cristiano Democratico         | 341    | 1,68  | 1     |
| Cristiani Democratici Uniti          | 128    | 0,63  | -     |
| Partito Socialista-Socialdemocratici | 104    | 0,51  | -     |
| Rosa Perrone                         | 8.191  | 37,44 | 1     |
| Democratici di Sinistra              | 3.021  | 14,87 | 4     |
| Lista Civica di Centro-Sinistra      | 1.448  | 7,13  | 1     |
| Lista Civica di Centro-Sinistra      | 1.325  | 6,52  | 1     |
| Rifondazione Comunista               | 775    | 3,82  | 1     |
| Lista Civica                         | 428    | 2,11  | -     |
| Comunisti Italiani                   | 330    | 1,62  | -     |
| Paolo Cortesini                      | 4.828  | 22,07 | 1     |
| L'Aquilone                           | 938    | 4,62  | 1     |
| Partito Popolare Italiano            | 926    | 4,56  | 1     |
| I Democratici                        | 838    | 4,13  | 1     |
| Socialisti Democratici Italiani      | 770    | 3,79  | -     |
| Sinistra Democratica                 | 462    | 2,27  | -     |
| Federazione dei Verdi                | 325    | 1,60  | -     |
| Partito Repubblicano Italiano        | 286    | 1,41  | -     |
| Cinzia Minucci                       | 207    | 0,95  | -     |
| Destra Europea-Mse                   | 174    | 0,86  | -     |
| Totale alle liste                    | 20.313 | 100   | 28    |
| TOTALE                               | 21.875 | 100   | 30    |

## Latina

### Minturno
| Candidati e Liste                                                   | Voti   | %     | Seggi |
| ------------------------------------------------------------------- | ------ | ----- | ----- |
| Paolo Graziano                                                      | 9.039  | 71,30 | -     |
| Forza Italia                                                        | 4.042  | 33,83 | 8     |
| Centro Cristiano Democratico                                        | 2.314  | 19,37 | 4     |
| Minturno Domani                                                     | 1.934  | 16,19 | 3     |
| Alleanza Nazionale                                                  | 1.056  | 8,84  | 2     |
| Costantino Camerota                                                 | 1.781  | 14,05 | 1     |
| Democratici di Sinistra                                             | 1.038  | 8,69  | 1     |
| Socialisti Democratici Italiani-UDEUR                               | 542    | 4,54  | -     |
| Vito Romano                                                         | 1.622  | 12,79 | 1     |
| Partito Popolare Italiano-Federazione dei Verdi-I Democratici-Altri | 682    | 5,71  | -     |
| Rifondazione Comunista                                              | 236    | 1,98  | -     |
| Tommaso D'Onofrio                                                   | 235    | 1,85  | -     |
| Movimento Sociale Fiamma Tricolore                                  | 105    | 0,88  | -     |
| Totale alle liste                                                   | 11.949 | 100   | 18    |
| TOTALE                                                              | 12.677 | 100   | 20    |